# Grand port maritime de Dunkerque
Le Grand Port Maritime de Dunkerque (GPMD), issu de la transformation du port autonome de Dunkerque (PAD) situé à 90 minutes de navigation du pas de Calais est un établissement public. Doté des missions de service public administratif et des missions de service public industriel et commercial, il est géré comme un établissement public à caractère industriel et commercial (EPIC) sous la Tutelle administrative de l'État, exercée par la Direction générale des infrastructures, des transports et de la mer du ministère de l'écologie, du développement durable et de l'énergie.
Ce port a une vocation énergétique affirmée (centrale électrique, terminaux pétroliers et terminal méthanier gazoduc, proximité de la plus grande centrale nucléaire d'Europe de l'Ouest, industrie lourde très consommatrices d'énergie..).
Le port maintient aussi un trafic roulier vers la Grande-Bretagne avec la compagnie DFDS Seaways (12 départs par jour) et fait l'objet d'un projet dit « CAP 2020 » de nouveau terminal à conteneurs, accessible aux plus grands navires.

## Histoire et statut

### Origines
Le premier port de Dunkerque date du XIe siècle, il est alors destiné à la pêche au hareng. À partir de 1350, le port développe une activité commerciale grâce aux relations avec la Hollande et l'Angleterre.
Au XVIe siècle, le port se résume à son entrée, deux longues jetées de 350 m et un quai de 450 m de long. Les navires qu'ils abritent sont destinés alors à la course.

### Le siècle des Lumières

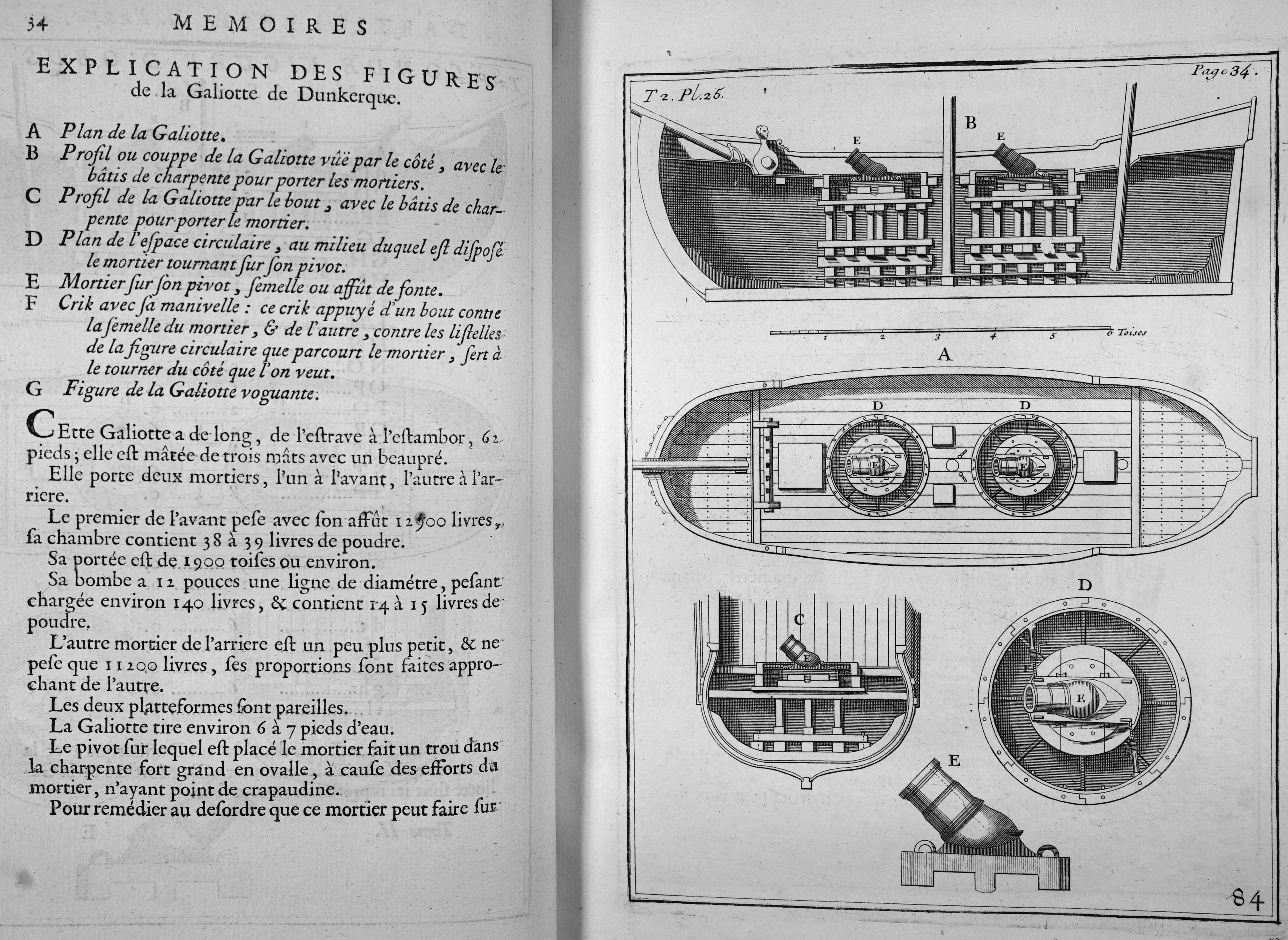
plan de la galiote de Dunkerque, XVIIIe siècle par Pierre Surirey de Saint-Remy.

Au début du XVIIIe siècle, la ville et ses corsaires sont si redoutés que lors du traité d'Utrecht mettant fin à la guerre de Succession d'Espagne, Louis XIV est contraint d'approuver la destruction des fortifications et du port de Dunkerque. Le trafic commercial est alors quasiment réduit à néant.
Au cours du règne de Louis XV, il est entrepris des réparations des quais et des bassins. Au milieu du siècle, la paix permet à la ville de redévelopper son commerce, de nouvelles industries sont créées : verrerie, faïencerie, fabrique de toiles.
Mais les Anglais détruisirent le port lors de la guerre de Sept Ans quelques années plus tard. Louis XVI souhaita reconstruire le port. Vu le niveau des finances locales, le port passe sous la direction des Ponts et Chaussées.
Entre 1669 et 1792, Christian Pfister-Langanay a repéré l’existence de 57 navires négriers dunkerquois, entrainant la déportation d’un nombre d’esclaves estimé entre 6858 et 7074 personnes. Les frères Cailliez font partie des principaux armateurs négriers de la ville, parmi lesquels on trouve aussi Jean-Etienne de Chosal, ou les capitaines Maginel et Teste.
Du fait de la Révolution française, et surtout du siège de 1793, l'activité du port est fortement réduite.

### XIXesiècle

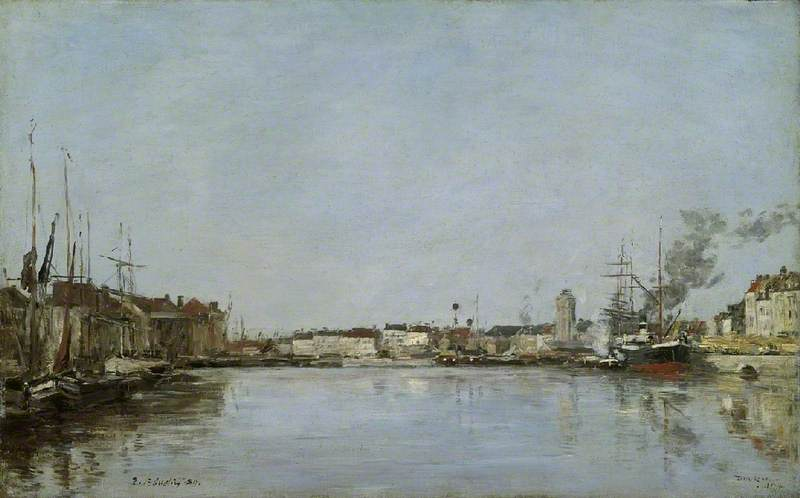
Le Dock Hollandais, Dunkerque
Eugène Boudin, 1889
Fitzwilliam Museum, Cambridge

À la suite de la Paix d'Amiens, le trafic commercial avec le Royaume-Uni est de nouveau possible, l'activité redémarre rapidement dans le port. Cependant, il n'y aura pas de grands travaux dans le port au cours du Premier Empire car Napoléon préfère développer le port d'Anvers (qui est alors français). En 1822, la rénovation du port de Dunkerque, décidée par le ministre des Finances Joseph de Villèle, constitue le premier investissement public de la Caisse des dépôts et consignations.
En 1848, l'arrivée du chemin de fer à Dunkerque permet de doubler le trafic du port. Quelques années plus tard, la compagnie de remorquage est créée.
La fin du XIXe siècle voit la réalisation de nombreux travaux qui donnèrent l'agencement du Port-Est que l'on connait aujourd'hui. En 1880 a lieu l'inauguration du Bassin de Commerce. À l'initiative de Charles de Freycinet, les darses II, III et IV sont creusées. Il fait également construire quatre forme de radoub. Enfin en 1896, l'écluse Trystram est achevée. Elle permet le passage de bateau de 170 m de long pour 25 m de large.

### XXesiècle

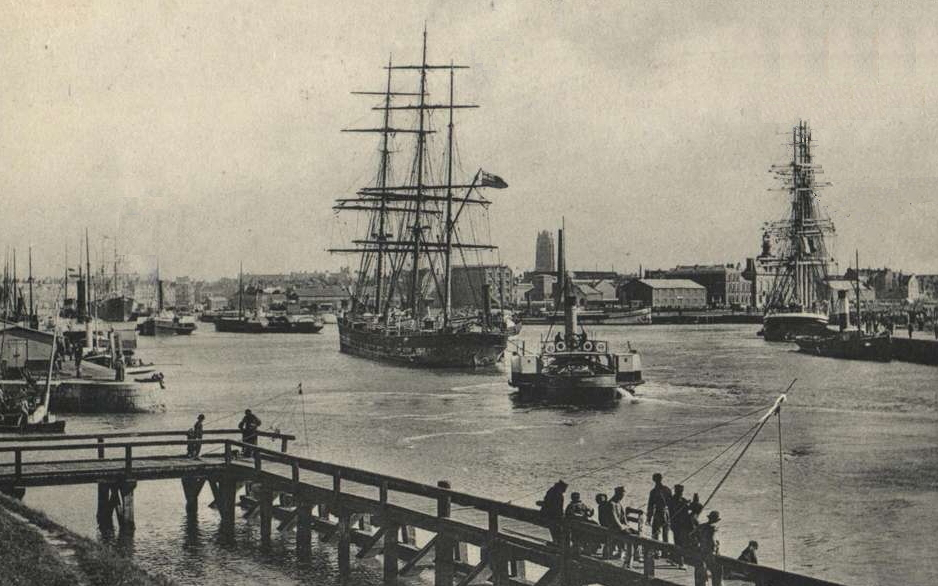
Le port, avant 1914.

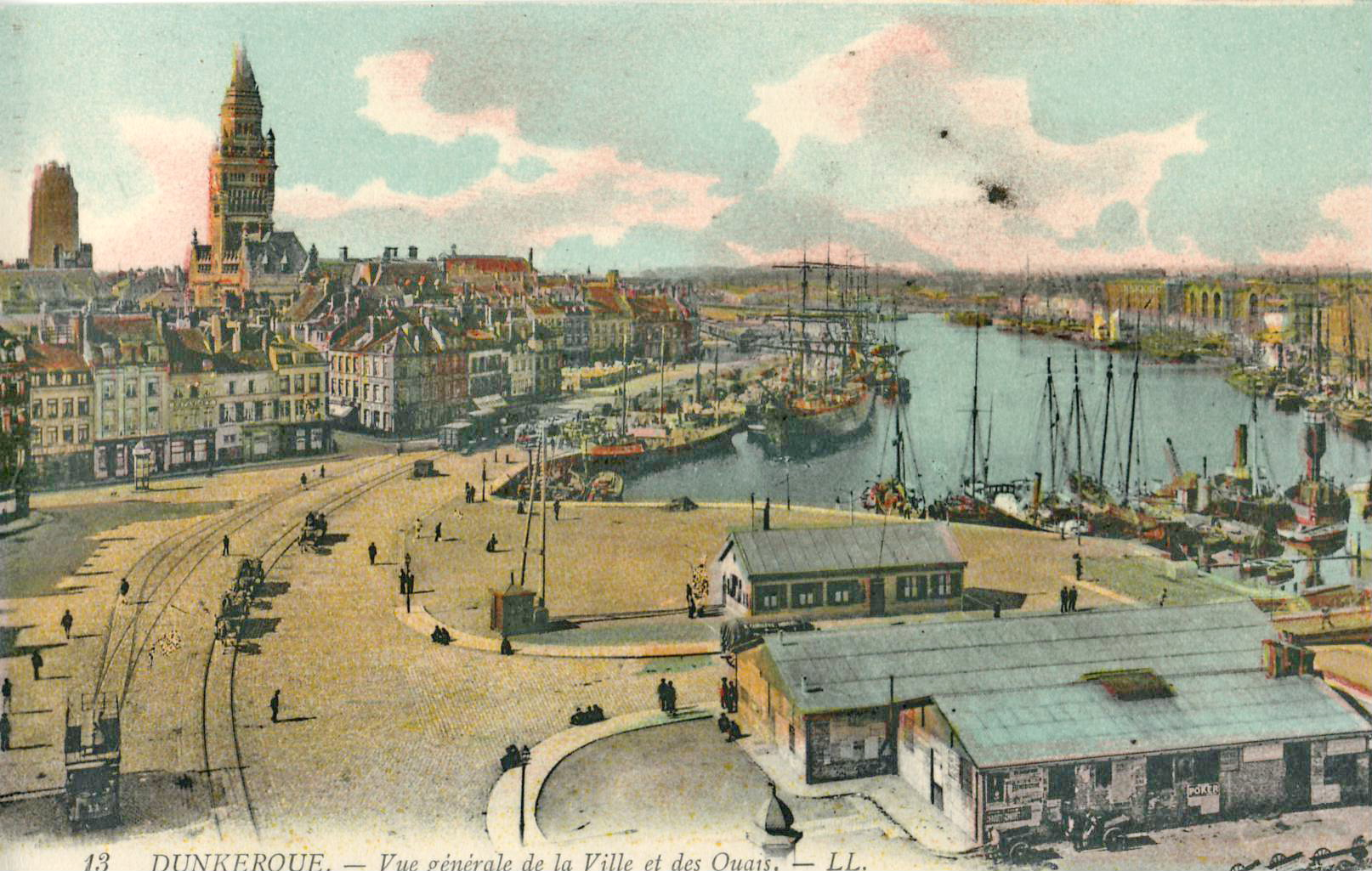
Autre vue du port, à la même époque.

Au début du XXe siècle, le port de Dunkerque est le 3e port de France. L'installation de diverses entreprises favorise l'activité : huilerie (trafic d'oléagineux), scierie, industrie du jute, les Ateliers et Chantiers de France, usine de borax, usine Lesieur, métallurgie.
Le port de Dunkerque devient également une plateforme majeure de transport pour la région. Il voit transiter la laine d'Argentine pour l'industrie textile de Roubaix, le lin de Russie pour Armentières et Lille, et les minerais pour les industries métallurgiques du bassin houiller du Valenciennois.
Au cours de la Première Guerre mondiale, les forces de la Triple-Entente arrêtent les Allemands dans leur course à la mer au cours de la bataille de l'Yser. Le port de Dunkerque ne pouvant être pris, la ville est sévèrement bombardée. Les Anglais voulant détruire le port pour qu'il ne tombe pas entre les mains allemandes, les installations portuaires encore intactes doivent leur salut au général Foch qui a convaincu les Anglais de garder le port.
L'ancien port et la ville étaient autrefois réunis dans une enceinte fortifiée considérée par les militaires comme d'enjeu stratégique dans les années 1920, époque à laquelle elle a perdu son utilité en raison des progrès de l'artillerie et de l'aviation. Le port, trop à l'étroit pour se développer industriellement, s'est étendu dans les dunes à l’Ouest de la ville, les fortifications ayant été détruites lors de la reconstruction et entre 1928 - 1931.
Durant l'entre-deux-guerres, on entreprend de nouveaux aménagements dans le port. On construit un nouvel avant-port. L'écluse Watier, plus grande que Trystram, est percée. Une gare maritime voit également le jour, elle permet à des ferrys d'assurer la liaison Dunkerque-Douvres. Enfin les autorités portuaires font l'acquisition d'un dock flottant et d'un silo à grain.
Lors de la Seconde Guerre mondiale, Dunkerque est bombardée par les forces allemandes. La ville est détruite à plus de 90 %. Le port n'est plus qu'une lagune envasée pleine d'épaves de navire. À la fin de la guerre, les travaux de reconstruction du port sont estimés à 1 200 000 000 francs, soit 1 830 000 euros.
En 1958, l'augmentation des besoins de matières sidérurgiques pousse l’État à construire une usine sidérurgique « les pieds dans l'eau ». Le port rafle la mise, l'installation d'Usinor nécessite la construction d'un nouveau bassin maritime de 100 ha ainsi qu'une nouvelle écluse, l'écluse Watier pouvant accueillir des bateaux de 55 000 tonnes. Le développement du port provoque la naissance de villes-champignons telles que Grande-Synthe et Petite-Synthe.
De plus, le bassin maritime est relié au canal de Bourbourg via une dérivation de 11 km, cela permet de mettre au gabarit européen l'axe Dunkerque-Escaut.
Un timbre postal, d'une valeur de 95 centimes, a été émis en 1961 pour célébrer le tricentenaire du port.
Le décret no 65-935 du 8 novembre 1965 modifié créé au port de Dunkerque un établissement public, placé sous le régime de la loi du 29 juin 1965, qui reçoit la dénomination de port autonome de Dunkerque.
Le directeur de l'établissement public avait, lors de la création, autorité sur trois entités :
- le port autonome de Dunkerque,
- le service maritime du Nord,
- le service annexe des voies navigables.

Le 3 mars 1972, le premier ministre Jacques Chaban-Delmas inaugure l'écluse Charles de Gaulle pouvant accueillir des navires de 100 000 tonnes. Trois ans plus tard, l’achèvement du Port-Ouest permet de recevoir des pétroliers de 300 000 tonnes.

### XXIesiècle

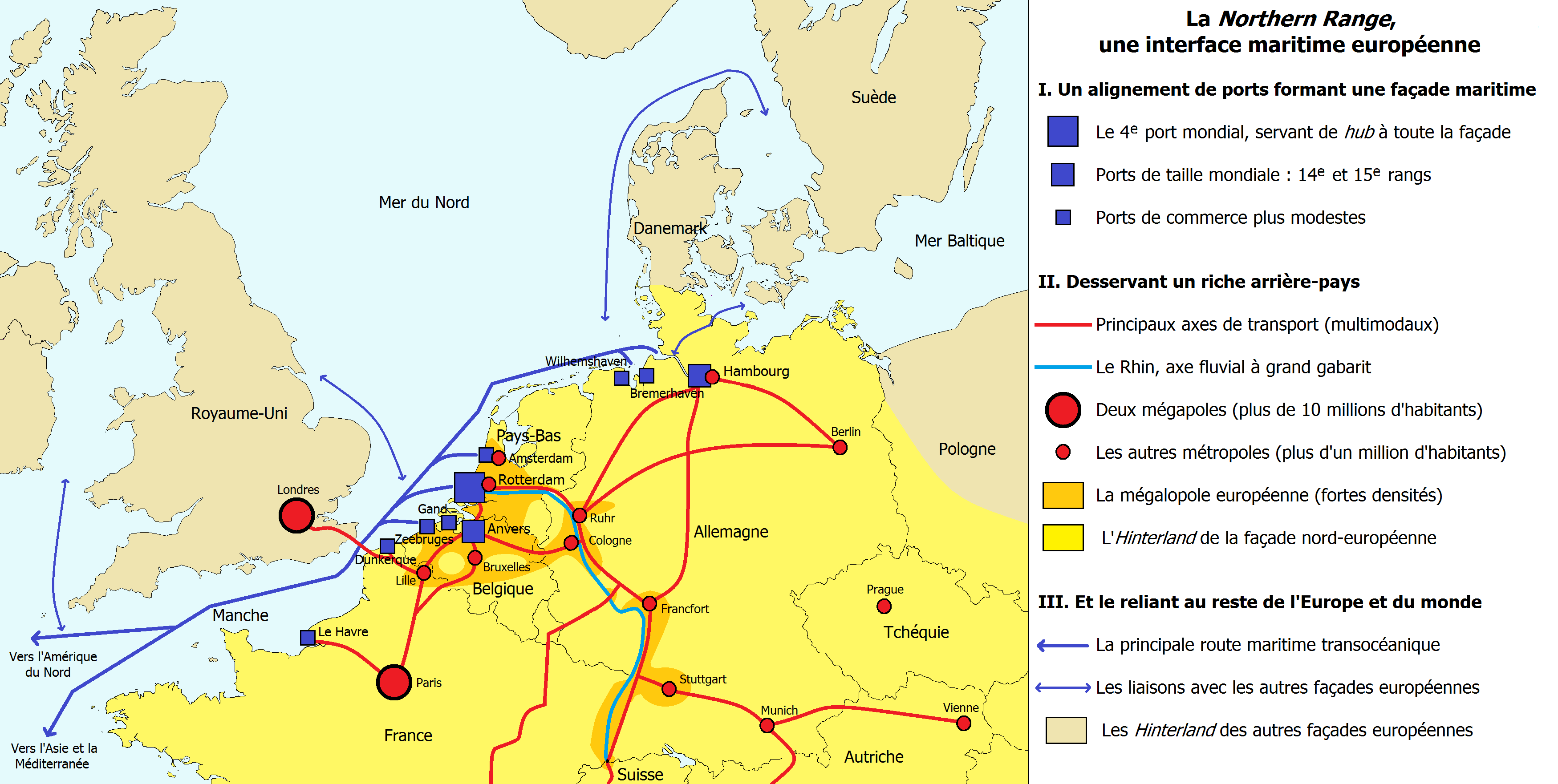
Dunkerque est le troisième port français en termes de trafic global (44 millions de tonnes de marchandises en 2023) après Marseille et Le Havre, et classé sixième dans le range nord-européen en 2019.

En 2008, son fonctionnement et son administration ont été revus, dans le cadre de la réforme des grands ports français voulue par le gouvernement français. Le port autonome est ainsi devenu un grand port maritime à la suite du décret no 2008-1038 du 9 octobre 2008. La circonscription du grand port maritime est déterminée par un décret en Conseil d'État.
En vertu des nouveaux statuts, il est administré par un directoire de trois membres. Son conseil de surveillance comprend notamment des représentants de l'État, du personnel, des collectivités territoriales (Nord-Pas-de-Calais, département du Nord, Dunkerque Grand Littoral, commune de Dunkerque) et de la Chambre de commerce et d'industrie Côte d'Opale. Un conseil de développement de trente membres assiste les organes statutaires.
Mercredi 22 avril 2015, les travaux du nouveau terminal transmanche ont été officiellement lancés par une cérémonie de pose de première pierre.
En 2009, le territoire se dote d'un outil d'aide à la décision : la Toile industrielle permet de visualiser le tissu industriel dunkerquois. Depuis 2018, de la Toile énergétique retrace les flux énergétiques, permettant d’élaborer un plan d’actions pour contribuer à la transition énergétique territoriale. 
De 2010 à 2021, le trafic conteneur a triplé dans ce port (750 000 EVP en 2022). Dans les années 20210, un nouveau terminal à conteneurs, est envisagé, accessible aux plus grands navires. Ce projet, dit « CAP 2020 », est soumis à débat public en 2017. Il vise 2 millions d’EVP en 2035 (soit un doublement de la part de marché de Dunkerque dans le range nord-européen, en utilisant un hinterland étendu par le projet de canal Seine Nord Europe et une hausse du flux ferroviaire. Le bassin de l’Atlantique sera étendu, des quais et terre-pleins seront construits ainsi qu'une desserte routière et une ferroviaire supplémentaires. Selon un Rapport d'orientation (2023) du COI, intitulé "Investir plus et mieux dans les mobilités pour réussir leurs transitions".

## Fonctions du grand port maritime
Le grand port maritime est chargé de la gestion de l'ensemble des installations portuaires de sa circonscription, ainsi que du curage, traitement et stockage (ou clapage en mer si les seuils de pollution le permettent) des sédiments des avant-ports, chenaux, bassins, darses et autres plans d’eau du port.
Peu à peu, la pêche, le tourisme et les chantiers navals ont perdu de l'importance, au profit des ports de Calais et Boulogne, alors que Dunkerque se recentrait sur le fret et l'industrie lourde, devenant le troisième port de commerce de France en termes de tonnage global.
Le GPMD est responsable de:
- la réalisation, l'exploitation et l'entretien des accès maritimes ;
- la police, la sécurité et la sûreté du port ;
- la gestion du domaine ;
- la gestion et la préservation des espaces dont il est propriétaire ou gestionnaire ;
- la construction et l'entretien des infrastructures portuaires ;
- la promotion de l'offre de dessertes ferroviaires et fluviales ;
- l'aménagement et la gestion de l'aire industrielle ou logistique liée à l'activité portuaire ;
- les actions en faveur de la promotion générale du port.

Les principales ressources du GPMD proviennent :
- des droits de ports perçus sur les navires, les passagers et les marchandises ;
- de l’utilisation par les entreprises des installations et équipements portuaires ;
- des recettes domaniales (locations de terrain).

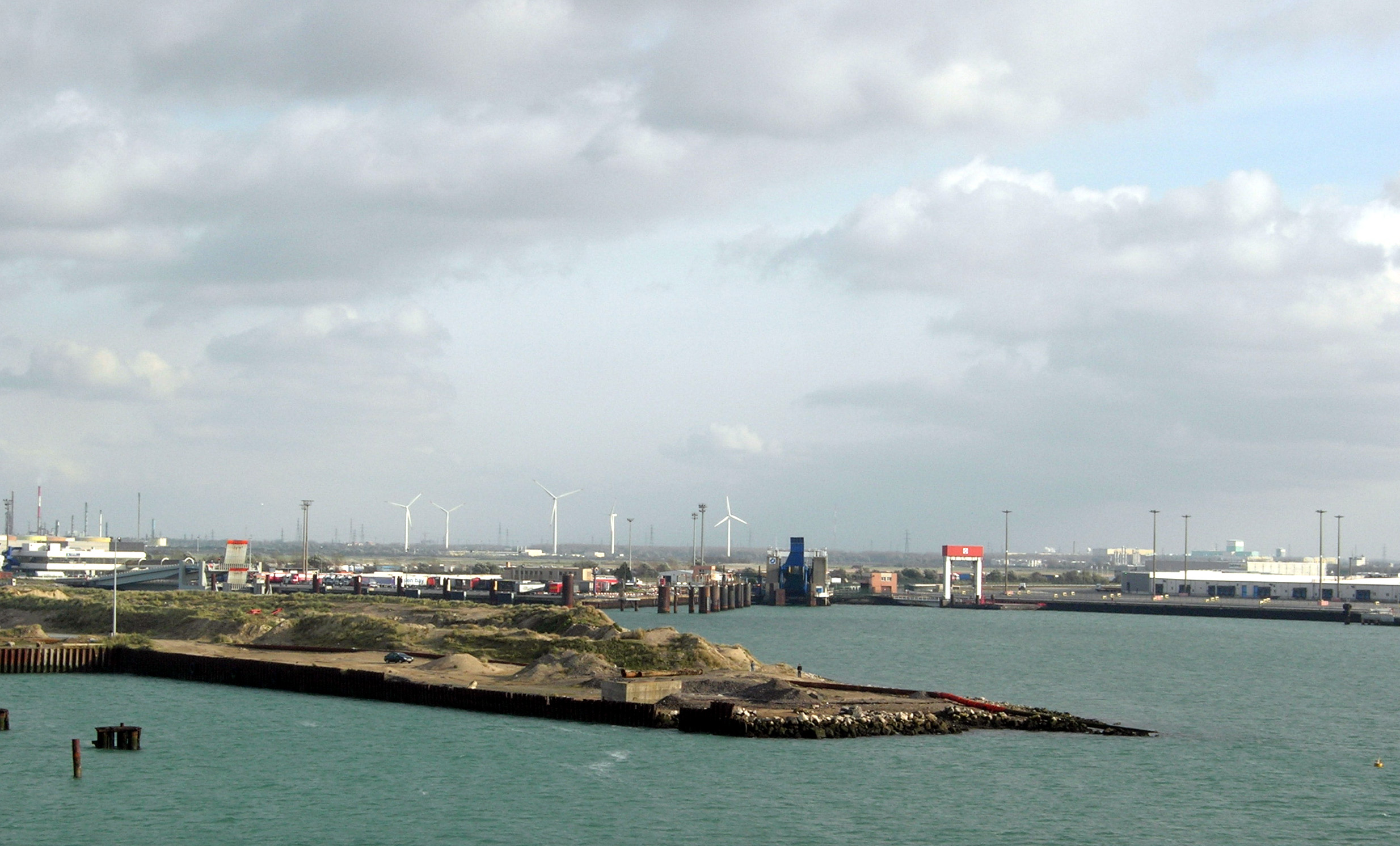
Le port de Dunkerque

### Développement durable
En lien avec l'Agenda 21 dunkerquois, le PAD s'est doté d'un plan dit « PADIA 21 » (Port autonome de Dunkerque-industrie-Agenda 21) pour la période 2006-2015, qui en partenariat avec la CCI et la Communauté urbaine de Dunkerque se donne pour objectifs d'améliorer le caractère soutenable de ses activités et impacts en particulier concernant la gestion des sédiments de dragage portuaire et leurs impacts différés potentiels ou avérés sur les milieux, dont les zones naturelles d'intérêt écologique, faunistique et floristique et zones Natura 2000, qui en aval s’étendent de Dunkerque à la Belgique. Les boues polluées au-delà des seuils et normes d'écotoxicité par les métaux lourds, hydrocarbures aromatiques polycycliques, d’hydrocarbures, TBT et autres antifoolings, pesticides, etc. doivent être traitées différemment de celles qui sont susceptibles d'être valorisées.
Le PADIA s'est donné sept priorités :
1. Identifier et cartographier les pollutions des sédiments (en aval, à la sortie des effluents), incluant les aspects physiques, physico-chimiques et biotoxiques (août 2004 à octobre 2005), cartographie des sédiments (prévu pour 2006)
2. Draguer (par aspiration) les sédiments en évitant la remise en suspension de toxiques, sans augmenter la turbidité de l'eau.
3. Stocker de manière intermédiaire les vases, pour les déshydrater et mieux les traiter (prévu pour les années 2007 et suivantes)
4. Valoriser les sédiments traités qui peuvent l'être (matériaux BTP, etc.)
5. Identifier et cartographier les réseaux et sources d'effluents
6. Identifier les sources de pollution diffuse et les fortes pollutions ainsi que leur origine
7. Maîtriser et réduire les pollutions à la source (ex : limiter les envols de poussières et ruissellement de toxiques)

Une CLIS permanente vise à informer les acteurs intéressés de l'avancée des travaux et de la démarche.

#### Le projet "CAP2020"
Le projet CAP 2020 vise à affirmer la place du Port Dunkerque dans l'activité maritime et industrialo-portuaire. Il prévoit la création d'un nouveau bassin, de 2000 mètres de quais et terre-pleins supplémentaires et 350 hectares de zones logistique permettant l'installation de 170 hectares d'entrepôts.

##### Débat public
La Commission nationale du débat public a été saisie par le Grand Port Maritime de Dunkerque le 28 octobre 2016, sur le projet appelé "CAP2020". Cette saisine a été considérée comme recevable par la CNDP et la décision a été prise d'organiser un débat public le 7 décembre 2016. Le président de la commission particulière, Jacques Archimbaud, a été nommé le 6 janvier 2017. Le débat public se déroule du 18 septembre 2017 au 22 décembre 2017. Le compte rendu est présenté par le président de la commission particulière du débat public en date du 22 février 2018.

##### Enquête publique
Par décision du 16 mars 2018 le Grand port maritime de Dunkerque décide la poursuite du projet suivant les caractéristiques présentées lors du débat public, et prépare le dossier à soumettre à l'enquête publique.

## Trafic portuaire
Actuellement, Dunkerque est le :
- Premier port français d’importations de minerais et de charbon ;
- Premier port français de trafic de fruits ;
- Premier port français du trafic hors produits pétroliers ;
- Deuxième port français pour les échanges avec la Grande-Bretagne.

En termes de volume de marchandises, au GPMD en 2009, ont transité :
- Pour les vracs liquides, 12,4 millions de tonnes ;
- Pour les vracs solides, 17,5 millions de tonnes ;
- Pour les marchandises divers, 15,1 millions de tonnes,

soit un total de 45 millions de tonnes de marchandises (pour un trafic de 6 540 navires), ce qui représente une diminution de 22 % par rapport à l’année 2008.
MAJ Janvier 2020
Le trafic annuel du port atteint 53 MT, en hausse de 3% par rapport à 2018 (51,6 MT). Sur les 5 dernières années, la progression de trafic atteint 22 % (43,50 MT en 2013). Dans le domaine des conteneurs, la hausse significative des volumes traités au port de Dunkerque s’inscrit également dans la dynamique observée ces dernières années (450 000 EVP, + 7 % / 2018 & + 54 % / 2013).(source port de Dunkerque)

Les marchandises diverses : elles sont quasi stables à 20,1 MT. Le trafic Transmanche (15 MT) est en repli sur fond de préparation du marché au Brexit : le nombre de camions et remorques est en baisse de 2% à 583 000 unités de fret tandis que celui des voitures de tourisme s’établit à 579 000 véhicules (- 16%). Les passagers sont en repli de 11 % à 2 341 000 voyageurs. Les conteneurs affichent une nouvelle année record à 450 000 EVP, en progression de 7 %. Le positionnement de Dunkerque en tant que hub de transbordement est notamment à l’origine de cette hausse. Les marchandises conventionnelles affichent une belle performance (1,2 MT, +9%).

Les vracs solides : ils sont en retrait de 9% à 23,5 MT. La mauvaise conjoncture que rencontre actuellement l’industrie sidérurgique européenne pèse sur les trafics de minerai et de charbon qui baissent respectivement de 10 % et 19 % à 13,3 MT et 5,3 MT. La filière charbon subit en outre l’effet plus structurel de la baisse de la demande en charbon vapeur. Portées par un bon début de saison
2019/2020, les céréales affichent une hausse sensible de 43 % à 2 MT. le trafic des « petits » vracs solides est quant à lui en retrait de 9 % (2,9 MT)

Les vracs liquides : ils sont en hausse très prononcée de 71 % à 9,4 MT, portés par une très forte activité GNL. Le nouveau terminal méthanier a accueilli en année pleine 72 escales pour un trafic total de 5,1 MT (+ 320%). Au total, les trafics de gaz (GNL + gaz industriels) affichent un gain de 232% à 5,6 MT. Les produits pétroliers baissent de 2% à 3,3 MT, tandis que les autres vracs liquides affichent une progression de 4 % à 0,5 MT.
| Types de chargement   | Unités             | 2023      | 2022      | 2021    | 2020      | 2019      | 2018      | 2015      | 2012      |
| --------------------- | ------------------ | --------- | --------- | ------- | --------- | --------- | --------- | --------- | --------- |
| Vrac liquide          | Mt                 | 11,7      | 13,9      | 8,6     | 7,17      | 9,35      | 5,47      | 4,21      | 6,87      |
| Produits raffinés     | Mt                 | 2,7       | 3,4       | 3,7     | 3,33      | 3,40      | 3,37      | 3,51      | 5,36      |
| Gaz liquéfiés         | Mt                 | 8,3       | 9,7       | 4,1     | 3,84      | 5,57      | 1,70      | 0,29      | 0,21      |
| Autres liquides       | Mt                 | 0,7       | 0,8       | 0,8     | 0,41      | 0,38      | 0,40      | 0,41      | 1,30      |
| Vrac solide           | Mt                 | 14,3      | 16,2      | 20,1    | 23,5      | 23,2      | 25,93     | 21,85     | 24,4      |
| Céréales              | Mt                 | 1,7       | 2,2       | 2,4     | 3,31      | 2,03      | 1,43      | 3,05      | 1,05      |
| Charbon               | Mt                 | 2,8       | 2,9       | 3,4     | 3,48      | 5,01      | 6,48      | 5,10      | 8,15      |
| Minerai de fer        | Mt                 | 6,4       | 8,5       | 11,3    | 8,78      | 13,24     | 14,85     | 11,51     | 12,13     |
| Autres solides        | Mt                 | 3,4       | 2,6       | 3       | 2,58      | 2,92      | 3,17      | 2,19      | 3,02      |
| Marchandises diverses | Mt                 | 18        | 18,9      | 19,9    | 18,77     | 18,86     | 19,05     | 19,28     | 16,36     |
| Conteneurs            | EVP                | 670.000   | 745.000   | 652.079 | 460.041   | 451.481   | 421.978   | 318.271   | 260.283   |
| Rouliers              | Mt                 |           |           | 13,7    | 14,82     | 14.98     | 15.56     | 16.26     | 13,08     |
| Total                 | Mt                 | 44        | 49        | 48,6    | 45,1      | 52,7      | 51,6      | 46,6      | 47,63     |
| Passagers             | Personnes          | 1.600.000 | 1.366.000 | 733.125 | 1.077.326 | 2.329.616 | 2.619.647 | 3.179.796 | 2.499.000 |
| Mouvements            | Fret (navires)     | 450.000   | 468.000   | 570.052 | 607.413   | 582.867   | 596.213   | 696.489   | 523.000   |
| Mouvements            | Tourisme (navires) | 350.000   | 312.000   | 79.237  | 173.521   | 578.439   | 687.361   | 819.043   | 744.000   |

Traffic de gaz liquéfié au GPMD
Le graphique qui aurait dû être présenté ici ne peut pas être affiché car il utilise l'ancienne extension Graph, désactivée pour des questions de sécurité. Des indications pour créer un nouveau graphique avec la nouvelle extension Chart sont disponibles ici.

### Lignes commerciales
Mi-2007, les lignes régulières (hors-Europe) joignaient 18 pays de la façade atlantique de l'Afrique et du Maghreb, 10 pays méditerranéens orientaux et de la mer Noire, 11 pays du Proche-Orient, de la Mer Rouge et du Golfe persique, 11 pays de la partie Sud et Est de l'Afrique et de l'océan Indien, 4 pays du sous-continent indien, les États-Unis, 12 pays de l’Extrême-Orient, 8 pays de l’Océanie, 8 pays d'Amérique centrale et des Antilles, 11 pays d'Amérique du Sud.

### Pêche
En 2007, il reste 18 bateaux de pêche artisanale à Dunkerque. L'économie de la pêche a été reportée vers Boulogne, premier port de pêche de France.

## Infrastructures

### Terminal méthanier
EDF est l'entreprise qui a été retenu pour la construction et l’exploitation du terminal méthanier sur le site du Clipon du Port Ouest. En phase projet, ce site a créé des tensions entre les autorités et les ornithologues car le Clipon est un espace naturel utilisé par de nombreux oiseaux lors de leurs migrations. Il s'agit du 14e site Seveso du port de Dunkerque.
Dunkerque LNG (filiale à 65 % du groupe EDF, 25 % de Fluxys et 10 % du groupe TOTAL), maître d'ouvrage pendant la construction est devenu le 1er janvier 2017, propriétaire et exploitant du terminal méthanier de Loon-Plage.
Se rajoute un projet d'aménagement du « Port du Grand Large » de Dunkerque, suivi par le syndicat mixte Dunkerque Neptune.

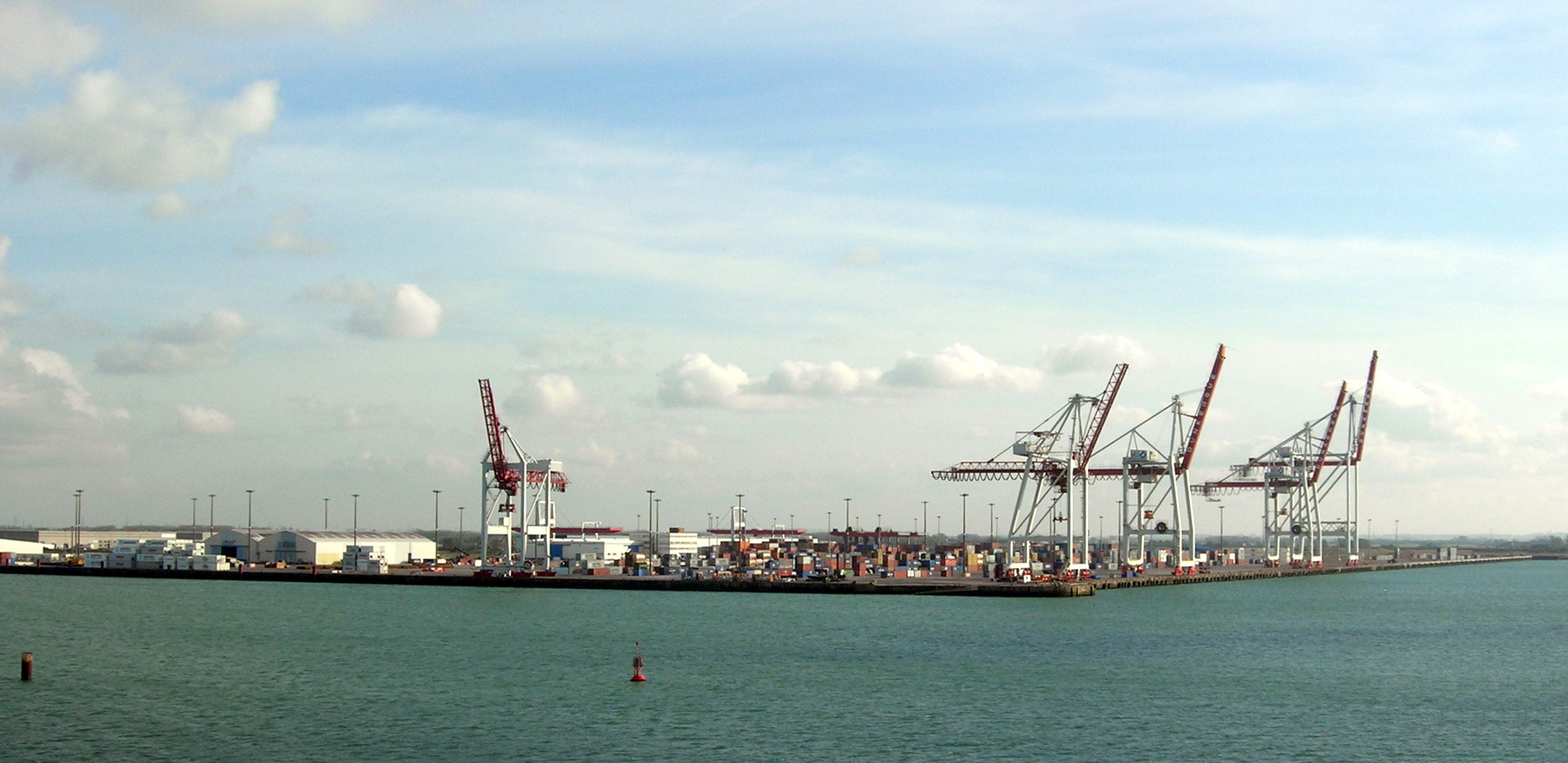
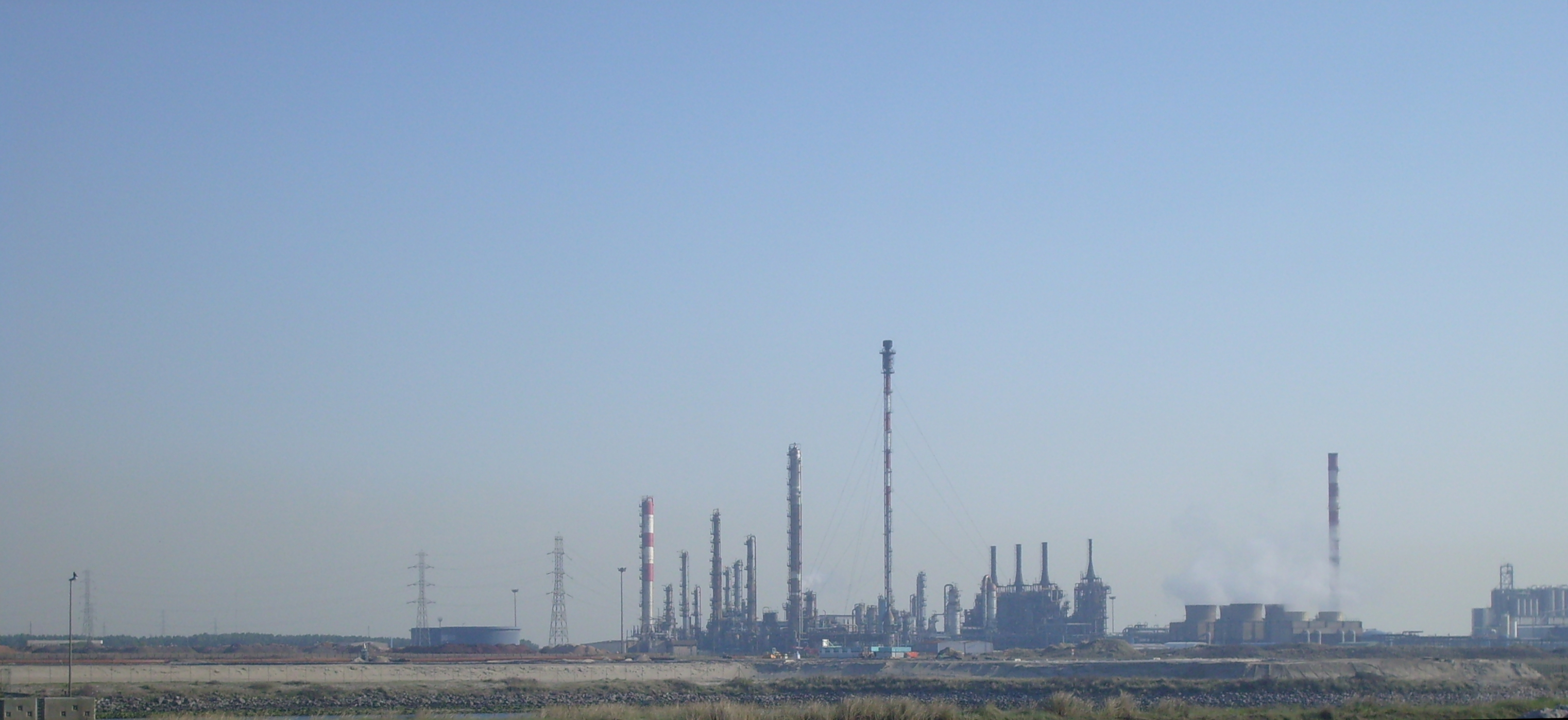